# 54 p.n.e.
| [ Edytuj tabelę ] |                                      |
| Król Armenii      | - 55 p.n.e. Artawazdes II 34 p.n.e.  |
| Król Bosporu      | - 63 p.n.e. Farnakes 47 p.n.e.       |
| Cesarz Chin       | - 74 p.n.e. Han Xuandi 49 p.n.e.     |
| Władca Egiptu     | - 80 p.n.e. Ptolemeusz XII 51 p.n.e. |
| Król Judei        | - 63 p.n.e. Jan Hirkan II 40 p.n.e.  |
| Król Kommageny    | - 70 p.n.e. Antioch I 36 p.n.e.      |
| Król Nabatei      | - 59 p.n.e. Malichus I 30 p.n.e.     |
| Król Numidii      | - 60 p.n.e. Juba I 46 p.n.e.         |
| Król Paflagonii   | - 63 p.n.e. Attalos 40 p.n.e.        |
| Król Partów       | - 57 p.n.e. Orodes II 37 p.n.e.      |

Rok 54 p.n.e.
stulecia: II wiek p.n.e. ~
I wiek p.n.e. ~
I wiek

lata: 64 p.n.e. «
58 p.n.e. «
57 p.n.e. «
56 p.n.e. «
55 p.n.e. «
54 p.n.e. »
53 p.n.e. »
52 p.n.e. »
51 p.n.e. »
50 p.n.e. »
44 p.n.e.

## Wydarzenia
- Krassus wyruszył na wojnę przeciw Partom
- II wyprawa Cezara do Brytanii
- Cezar rozpoczął budowę wielkiej bazyliki na Forum Romanum
- 21 października – bitwa pod Aduatucą, koło dzisiejszego Tongeren, pomiędzy armią rzymską dowodzoną przez legatów Kwintusa Tyturiusza Sabina oraz Lucjusza Aurunkuleiusza Kottę, a armią galijskiego plemienia Eburonów, dowodzoną przez ich wodza Ambioryksa („król obu stron”).
- bitwa nad rzeką Sambrą między armią rzymską dowodzoną przez Juliusza Cezara a armią galijską dowodzoną przez Ambioryksa

## Urodzili się
- Marek Lolliusz, wódz rzymski, pierwszy gubernator Galacji (25 p.n.e.)

## Zmarli
- Ariowist, wódz germański, określany w źródłach jako rex Germanorum - król Germanów, prawdopodobnie przywódca związku plemion Swebów
- Aurelia Kotta, matka Cezara